# Schismatoglottis sarikeensis
Schismatoglottis sarikeensis är en kallaväxtart som först beskrevs av Josef Bogner och Mitsuru Hotta, och fick sitt nu gällande namn av Alistair Hay och Josef Bogner. Schismatoglottis sarikeensis ingår i släktet Schismatoglottis och familjen kallaväxter. Inga underarter finns listade.